# Nesophila (mollusque)
Cet article concerne le genre de mollusques. Pour le genre d’algues rouges, voir Nesophila (algue).
Genre
Nesophila est un genre de mollusques gastéropodes de la famille des Endodontidae.

## Liste d'espèces
Selon Catalogue of Life (11 octobre 2020) :
- Nesophila baldwini (Ancey, 1889)
- Nesophila capillata (Pease, 1866)
- Nesophila distans (Pease, 1866)
- Nesophila tiara (Mighels, 1845)

Selon World Register of Marine Species (11 octobre 2020) :
- Nesophila baldwini (Ancey, 1889)
- Nesophila capillata (Pease, 1866)
- Nesophila distans (Pease, 1866)
- Nesophila misoolensis (Adam & van Benthem Jutting, 1939)
- Nesophila tiara (Mighels, 1845)